# Greta Espinoza
Pour les articles homonymes, voir Espinoza.
Greta Espinoza, née le 5 juin 1995 à Tijuana, est une footballeuse internationale mexicaine évoluant au poste de défenseur.

## Biographie

### En club
Greta Espinoza inscrit plusieurs buts dans le championnat du Mexique. Elle marque notamment un doublé en Liga le 2 novembre 2019, face à l'Atlas Guadalajara.

### En équipe nationale
Avec l'équipe du Mexique des moins de 17 ans, elle participe à la Coupe du monde des moins de 17 ans 2012 organisée en Azerbaïdjan. Lors de cette compétition, elle joue trois matchs, avec pour résultats une seule victoire et deux défaites.
Avec l'équipe du Mexique des moins de 20 ans, elle participe à la Coupe du monde des moins de 20 ans 2014 organisée au Canada. Lors de cette compétition, elle joue trois matchs, avec pour résultats deux nuls et une défaite.
Avec l'équipe du Mexique, elle participe à la Coupe du monde féminine 2015 organisée au Canada. Lors de cette compétition, elle ne joue qu'une seule rencontre, face à la France, où le Mexique subit un lourde défaite (0-5).

## Palmarès
- Championne du Mexique en 2018 (Clausura) et 2019 (Clausura) avec les Tigres UANL